# Біг-Мак
«Біг-Мак» (англ. Big Mac) — гамбургер, пропонований компанією McDonald's у своїх закладах харчування. Є одним з найвідоміших продуктів компанії у світі, поряд з Роял Чизбургером.

## Опис продукту
«Біг-Мак» складається з трьох булочок (верхня — з кунжутом), двох котлет вагою приблизно 50 (± 10) грам кожна, одного маленького шматочка сиру, шматочка маринованого огірка, цибулі, салату й соусу.

### Варіанти
- «Мега Мак» (англ. Mega Mac) або «Подвійний Біг-Мак» — чотири котлети по 45,4 грама кожна й додатковий шматочок сиру. Пропонується в Китаї, Ірландії, Сербії, Японії, Туреччини, Малайзії й Таїланді[8]. Більше не пропонується в Австралії, Новій Зеландії та Великій Британії; іноді зустрічається в США й Канаді.
- «Монстер Мак» — вісім котлет у гамбургері. Пропонувався якийсь час у Німеччини.
- «Маккінлі Мак» (англ. the Mckinley-Mac — з двох частин) — за назвою гори на Алясці, продавався тільки там[9][10][11][12].
- Також відомий як Великий Біг-Мак (англ. Bigger Big Mac, гра слів), промо-продукт на час Чемпіонату світу з футболу 2006 року.
- У Індії, де не їдять яловичину, «Біг-Мак» перейменували на «Махараджа Мак» і замінили яловичину на баранину; зараз, поряд з іншими продуктами компанії, виготовляється «одноповерхова версія» Біг-Мака з курятини[13][14]. Продавався в Австралії та Новій Зеландії, зараз обмежено доступний як «Mac Jr» у США.
- У Ізраїлі, де серед релігійної частини населення заведено не змішувати молочні та м'ясні продукти, пропонується особлива кошерна версія Біг-Мака (без сиру).
- У Японії існували варіанти Біг-Мака з яйцем (Mega Egg) і з помідором (Mega Tomato) замість другої котлети. Зараз не виробляються.

### Спеціальний соус
Назва походить з рекламного слогану 1975 року — часів «прем'єри» Біг-Мака з усіма інгредієнтами («англ. Two all beef patties, special sauce, lettuce, cheese, pickles, onions on a sesame seed bun»).

## Історія
«Біг-Мак» придумав Джим Деллігатті (англ. Jim Delligatti), один з перших франчайзерів, що керував кількома ресторанами в Пітсбурзі, Пенсільванія. Спочатку продукт створювався як конкурент аналогічного гамбургеру ресторану Big Boy, але згодом виявився настільки популярним, що 1968 року став продаватись у всіх штатах США. Однією з його особливостей, що відрізняє його від інших гамбургерів того часу, став третій шматок хліба (англ. «club» layer), який стабілізує конструкцію й не дає гамбургеру розвалюватися.
Сьогодні Біг-Мак відомий в усьому світі. Журнал The Economist використовує цей гамбургер для визначення порівняльного показника індексу вартості життя в різних країнах (так званий індекс Біг-Мака), оскільки він доволі поширений і містить основні продукти сільського господарства будь-якої країни. В англомовних країнах такий підхід називають «бургерономікою».

## Харчова цінність
У США «Біг-Мак» містить 540 ккал(2260 кДж), 29 грамів жиру і 25 — білка. В Австралії, однак, гамбургер менший і містить 480 ккал (2010 кДж), 24,9 грама жиру.
| Країна          | Калорійність    | Вуглеводи  | Білки      | Жири       | Клітковина  | Сіль           | Вага | Джерело                                            |
| --------------- | --------------- | ---------- | ---------- | ---------- | ----------- | -------------- | ---- | -------------------------------------------------- |
| Україна         | 509 ккал (25 %) | 42g (16 %) | 27g (53 %) | 26g (37 %) |             | 2300 mg (38 %) |      | .ua                                                |
| Аргентина       | 495 ккал        | 42g (14 %) | 24g (32 %) | 26g (47 %) | 2.5g (10 %) | 1083 mg (45 %) | 202g |                                                    |
| Австралія       | 480 ккал        | 36.2g      | 25.3g      | 24.9g      |             | 800 mg         | 201g | .au                                                |
| Бразилія        | 504 ккал        | 41g (14 %) | 25g (33 %) | 27g (49 %) | 3.5g (14 %) | 1023 mg (43 %) |      | .br                                                |
| Канада          | 540 ккал        | 44g (15 %) | 24g        | 29g (45 %) | 3g (12 %)   | 1020 mg (43 %) | 209g | .ca [Архівовано 11 грудня 2007 у Wayback Machine.] |
| Хорватія        | 495 ккал        | 40g (15 %) | 27g (36 %) | 25g (37 %) | 3g (12 %)   | 2300 mg (46 %) | 219g | .hr [Архівовано 9 травня 2022 у Wayback Machine.]  |
| Чехія           | 495 ккал (25 %) | 40g (15 %) | 27g (36 %) | 25g (37 %) | 3g (12 %)   | 2300 mg (46 %) | 219g | .cz                                                |
| Данія           | 497 ккал        | 43g        | 27.1g      | 24.1g      |             |                | 219g | .dk [Архівовано 12 жовтня 2007 у Wayback Machine.] |
| Естонія         | 495 ккал        | 40g        | 27g        | 25g        |             | 2300 mg        | 219g | .ee[недоступне посилання з березня 2019]           |
| Фінляндія       | 495 ккал        | 40g        | 27g        | 25g        | 3g          | 2300 mg        | 219g | .fi [Архівовано 7 червня 2013 у Wayback Machine.]  |
| Франція         | 492 ккал        | 38.9g      | 26.2g      | 25.8g      | 4.2g        | 900 mg         |      | .fr [Архівовано 19 січня 2014 у Wayback Machine.]  |
| Німеччина       | 495 ккал        | 40g        | 27g        | 25g        | 3g          | 2300 mg        | 221g | .de                                                |
| Греція          | 490 ккал        | 42.5g      | 27g        | 24g        | 5g          | 2000 mg        |      | .gr                                                |
| Гонконг         | 510 ккал        | 39g        | 25g        | 28g        |             | 870 mg         |      | .hk                                                |
| Угорщина        | 495 ккал (25 %) | 40g (15 %) | 27g (36 %) | 25g (37 %) | 3g (12 %)   | 2300 mg (46 %) |      | .hu[недоступне посилання з березня 2019]           |
| Італія          | 505 kcal        | 43g        | 27g        | 25g        | 4g          |                |      | .it[недоступне посилання з березня 2019]           |
| Японія          | 545 kcal        | 42.7g      | 26.1g      | 25.8g      | 2g          | 864 mg         | 216g | .jp                                                |
| Малайзія        | 484 kcal        | 46g        | 26g        | 23g        |             | 730 mg         | 209g | .my                                                |
| Мексика         | 600 kcal        | 50g        | 25g        | 33g        | 4g          | 1050 mg        | 219g | .mx [Архівовано 9 серпня 2013 у Wayback Machine.]  |
| Нідерланди      | 495 kcal        | 40g        | 27g        | 25g        | 3g          | 2300 mg        |      | .info[недоступне посилання з березня 2019]         |
| Нова Зеландія   | 464 kcal        | 33.9g      | 24g        | 25.4g      |             | 1020 mg        | 195g | .nz                                                |
| Норвегія        | 495 kcal (25 %) | 40g (15 %) | 27g (36 %) | 25g (37 %) | 3g (12 %)   | 2300 mg (46 %) |      | .no [Архівовано 14 квітня 2009 у Wayback Machine.] |
| Польща          | 495 kcal        | 40g        | 27g        | 25g        | 3g          | 2300 mg        |      | .pl [Архівовано 14 червня 2006 у Wayback Machine.] |
| Росія           | 510 kcal        | 41g        | 27g        | 25g        | 3g          | 2300 mg        | 208g | .ru                                                |
| ПАР             | 559 kcal        | 49.3g      | 27.7g      | 24.89g     | 4.6g        | 801.98 mg      |      | .za                                                |
| Південна Корея  | 535 kcal        | 46g (14 %) | 27g (45 %) | 29g (57 %) |             | 750 mg (22 %)  | 219g | .kr                                                |
| Швеція          | 495 kcal        | 40g        | 27g        | 25g        | 3g          | 2300 mg        |      | .info[недоступне посилання з березня 2019]         |
| Швейцарія       | 495 kcal        | 40g        | 27g        | 25g        | 3g          | 2300 mg        |      | .info[недоступне посилання з березня 2019]         |
| Велика Британія | 493 kcal        | 44g        | 26.7g      | 22.9g      | 5.9g        | 2000 mg        |      | .uk                                                |
| США             | 540 kcal        | 45g (15 %) | 25g (45 %) | 29g (45 %) | 3g (12 %)   | 1040 mg (43 %) | 214g | .us                                                |